# Lyle Taylor
Pour les articles homonymes, voir Taylor.
Lyle Taylor, né le 29 mars 1990 à Greenwich, est un footballeur international montserratien qui joue au poste d'attaquant.

## Biographie

### En club
Lors de la saison 2012-2013, il s'illustre avec l'équipe écossaise du Falkirk FC, en marquant un total de 24 buts en deuxième division. Il est l'auteur de deux triplés cette saison-là, sur la pelouse d'Airdrie United, puis lors de la réception de Dumbarton.
Lors de la saison 2015-2016, il marque 20 buts en quatrième division anglaise avec le club de l'AFC Wimbledon.
Le 17 octobre 2017, il se met en évidence avec le club Wimbledon, en étant l'auteur d'un triplé face à Rotherham United. Il inscrit un total de 14 buts en troisième division cette saison-là.
Lors de la saison 2018-2019, il marque 21 buts en troisième division anglaise avec le club de Charlton.
Le 27 janvier 2022, il est prêté à Birmingham City.

### En sélection nationale
Il reçoit sa première sélection en équipe de Montserrat le 28 mars 2015, contre Curaçao, lors des éliminatoires du mondial 2018. Il se met immédiatement en évidence en inscrivant un but. Il ne peut toutefois empêcher la défaite de son équipe sur le score de 2-1.
Le 17 novembre 2018, il officie pour la première fois comme capitaine de la sélection, lors des éliminatoires de la Ligue des nations de la CONCACAF. Il délivre une passe décisive à cette occasion.